# Teenage Cruisers
Teenage Cruisers ist eine US-amerikanische Sexfilm-Parodie mit starker musikalischer Untermalung von Johnny Legend und Tom Denucci aus dem Jahre 1977 im Stile von American Graffiti. Seine Premiere feierte der Film in den USA im April 1977.

## Handlung
Der Rock'n'Roll–Radio DJ Mambo Reaves berichtet über den Ausbruch der Nymphomanin Babsy Beaudine aus der örtlichen Irrenanstalt. In Van Nuys wird ein Mann, der sich über eine Sex-Orgie auf dem Nachbargrundstück gestört fühlt, von einem unbekannten Wesen in seinem Pool angegriffen und getötet.
Der jährlich stattfindende Nackt-Backen-Wettbewerb endet dieses Mal in einem Tortenschlacht–Catfight.
Zwei weibliche Teenager provozieren mehrere Passanten auf dem Boulevard in sexueller Weise. Als Professor Flinch, der sich belästigt fühlt, zur Waffe greift, um auf die jungen Frauen zu schießen, wird er von Babsy, die sich im Kofferraum seines Wagens versteckt hat, mit einem Dildo bewusstlos geschlagen und entführt. Die Nymphomanin fesselt und vergewaltigt den Professor mehrfach. Ein Kriegsveteran vergnügt sich mit einer jungen Frau ausgelassen in seinem Van, während zwei Musiker versuchen, Mädchen aufzureißen. Nachdem sie von einer mit einem Messer bewaffneten Bauchrednerpuppe bedroht wurden, lassen sie sich auf eine illegale Veranstaltung mit zoophilien Filmen ein. Auf der nächtlichen Party mit Auftritten regionaler Musiker wird ein seit Stunden umherstreunender Spanner vom Auto angefahren.

## Hintergrund
Das auch für die spätere DVD-Veröffentlichung genutzte Kinoplakat schuf der bekannte Künstler William Stout.
Sowohl auf dem Kinoplakat und im Filmvorspann wurde dem eigentlichen Filmtitel ein „Young, Hot and Nasty“ vorangestellt, mehrere Quellen bezogen diesen Claim in der Folge in den offiziellen Filmtitel mit ein.
An den Kinokassen floppte der Film.

## Soundtrack
Der Film nutzt ausschließlich Rockabilly Titel bekannter Künstler wie Charlie Feathers, Chuck Higgins, Mac Curtis, Ray Campi, Alvis Wayne, Kid Thomas, Jackie Lee Cochran und Billy Zoom als Untermalung. Colin Winski, Tony Conn und Johnny Legend spielen jeweils einen Titel im Film als Live–Act auf der abschließenden Party.
Der Soundtrack mit 12 der 15 im Film gespielten Lieder erschien 1980 auf Rollin’ Rock, eine Neuveröffentlichung erschien 2000 bei Part Records.